# Dominik Alder
Dominik Alder (* 3. Juli 1999 in Herisau, Schweiz) ist ein ehemaliger Schweizer Unihockeyspieler. Er spielte in seiner Karriere für den UHC Waldkirch-St. Gallen und den SV Wiler-Ersigen.

## Karriere

### Verein

#### UHC Waldkirch-St. Gallen
Seit der Saison 2016/17 steht der Nachwuchsspieler als Stürmer beim Ostschweizer Verein UHC Waldkirch-St. Gallen unter Vertrag. Zuvor durchlief der stämmige Spieler die U16-, U18- und U21-Juniorenteams des UHC WaSa.
Alder debütierte beim 6:5-Sieg über den UHC Uster. Am 10. April 2016 erzielte er in der 36. Minute beim Spiel gegen Floorball Thurgau den Treffer zum 3-1. Das Zuspiel kam vom Mitspieler Sandro Büchel. Zur Saison 2016/17 wurde Alder in den Kader der ersten Mannschaft berufen. Alder besitzt eine Lizenz für die Junioren U18, was ihm zusätzliche Einsätze in der U18 und U21-Mannschaft der Ostschweizer ermöglicht.

#### SV Wiler-Ersigen
Am 3. April 2017 gaben sowohl der UHC Waldkirch-St. Gallen und der SV Wiler-Ersigen den Transfer des U19-Nationalspielers zum SVWE bekannt. Der Transfer wurde an die Bedingung geknüpft, dass Alder die Aufnahmeprüfung für das Medizinstudium an der Universität Bern besteht. Besteht er diese nicht, bleibt er dem UHC Waldkirch-St. Gallen treu.
Am 15. Dezember 2020 verkündete der SV Wiler-Ersigen, dass Alder aufgrund seines Studiums per sofort zurücktreten wird.

### Nationalmannschaft
Alder spielte für die U19-Nationalmannschaft der Schweiz.
Am 1. November 2016 wurde er für die U19-Nationalmannschaft für die Euro Floorball Tour im schwedischen Växjö nominiert. Bereits ein Jahr zuvor wurde der Herisauer für die Euro Floorball Tour im tschechischen Brno nominiert.